# La duchessa di Amalfi
La Duchessa di Amalfi (titolo originale inglese: The Tragedy of the Dutchesse of Malfy) è una tragedia del drammaturgo inglese John Webster (1580 circa – 1634 circa), rappresentata nel 1614 nel Blackfriars Theatre e pubblicata nel 1623.

## Basi storiche
La tragedia prende spunto da un fatto storico accaduto ad Amalfi ai primi del XVI secolo riguardante Giovanna d'Aragona, figlia dello sfortunato Enrico d'Aragona a sua volta figlio naturale del re di Napoli Ferrante I. Giovanna nel 1497 aveva sposato il duca d'Amalfi don Alfonso Piccolomini Todeschini, di cui rimase però vedova poco dopo il matrimonio. 
L'aiuto nell'amministrazione dei suoi beni, prestatole dal maggiordomo di corte, il patrizio napoletano Antonio Beccadelli di Bologna, si trasformò in un legame affettivo: i due si sposarono clandestinamente ed ebbero due figli. La notizia del matrimonio venne tuttavia conosciuta dal fratello di Giovanna, il cardinale Luigi d'Aragona, il quale, disapprovando il legame per motivi di rango sociale, si ritiene abbia fatto uccidere la sorella, i suoi tre figli, e lo sposo morganatico che era riuscito a espatriare nel Ducato di Milano. Nel 1510, al momento dei tragici eventi, l'unico fratello vivente di Giovanna era il cardinale Luigi: l'altro fratello Carlo, marchese di Gerace, nato dopo la morte del padre, era deceduto nel 1501.
La vicenda della sventurata duchessa d'Amalfi era stata narrata da Matteo Bandello (Novelle, Novella XXVI, Il signor Antonio Bologna sposa la duchessa di Malfi e tutti dui sono ammazzati). Webster l'aveva tuttavia conosciuta attraverso Il Palazzo del piacere (titolo originale The Palace of Pleasure), di William Painter.

## Trama
L'azione si svolge nei primi anni dei XVI secolo ad Amalfi, Roma e Milano.
Ferdinando, duca di Calabria, e il fratello cardinale non vogliono che la loro sorella duchessa d'Amalfi, vedova, passi a nuove nozze perché — come sarà spiegato alla fine — sono gli unici eredi delle sue ricchezze; inoltre il duca nutre per la sorella una morbosa gelosia. La sorella, tuttavia, ama Antonio, il maggiordomo di corte, e lo sposa in segreto.
I fratelli, che vivono a Roma, apprendono la notizia del matrimonio della duchessa e della nascita di un erede, da Daniele Bosola, sovrintendente ad Amalfi alle scuderie della duchessa e spia di Ferdinando. Irato, il duca dapprima vorrebbe far uccidere la sorella, poi decide di rimandare il delitto per conoscere il nome del marito: si reca ad Amalfi, insulta la sorella e le dona un pugnale perché si uccida. La duchessa decide di fuggire col marito ad Ancona. Si era confidata tuttavia ingenuamente con la spia Bosola, rivelandogli che Antonio è suo marito; grazie alla delazione di Bosola la duchessa e il marito sono raggiunti a Loreto, e mentre Antonio riesce a mettersi in salvo dirigendosi verso Milano, la duchessa viene catturata,  per ordine dei fratelli, e rinchiusa in una cella del castello dove Bosola la strangola.
Dopo il delitto, il duca impazzisce. Bosola, incaricato dal cardinale di uccidere Antonio, si reca a Milano; tormentato dal rimorso, per riabilitarsi decide di salvare la vita ad Antonio, ma per un errore uccide proprio colui che voleva salvare. Disperato e furioso Bosola allora uccide il cardinale; viene a sua volta pugnalato dal duca, che tuttavia riesce a uccidere prima di morire egli stesso per le ferite.

## Edizioni

### Edizioni in lingua inglese
- The Tragedy of the Dutchesse of Malfy, London: N. Okes, 1623
- The duchess of Malfi: a tragedy, in five acts by John Webster; adapted for modern performance, with remarks by D. G, London: T. H. Lacy, 1850
- The Duchess of Malfi, by John Webster; with introductory essays by George Rylands and Charles Williams, London: Sylvan Press, 1945
- The duchess of Malfi; edited by F. L. Lucas, London: Chatto & Windus, 1958
- The duchess of Malfi; edited by Elizabeth M. Brennan, London: Ernest Benn, 1964
- The Duchess of Malfi; edited by John Russel Brown, London: Methuen, 1964
- The Duchess of Malfi, Università di Roma, anno accademico 1964-65, testo, versione e saggio critico a cura di Gabriele Baldini, Roma: E. De Santis, 1965
- The duchess of Malfi; edited by Frederick Allen M.A, London: Methuen & Co, 1967
- The Duchess of Malfi; edited by John Russell Brown, London: Methuen, 1969 (Ripr. dell'edizione di London: N. Okes, 1623), ISBN 041629880X

### Edizioni in lingua italiana
- La duchessa di Amalfi, versione italiana di Luigi Gamberale, Pescara: Stabilimento Arte della Stampa, 1916
- La duchessa di Amalfi, tradotta in versi da Luigi Gamberale, Agnone: Sammartino-Ricci, 1922
- La duchessa di Amalfi, traduzione di Alberto Valles Poli, Milano: Rizzoli (BUR), 1965
- La duchessa di Amalfi; a cura di Luca Scarlini, traduzione di Giorgio Manganelli, Torino: Einaudi, 1999, ISBN 88-06-13373-X, ISBN 9788806133733
- La duchessa d'Amalfi; introduzione, traduzione e note di Gabriele Baldini, Milano: Fabbri, 2003
- La duchessa di Amalfi; a cura di Serena Cenni; traduzione di Valentina Poggi, Venezia: Marsilio, 2010, ISBN 9788831706735